# Miguel Ramírez
Miguel Ramírez Pérez  (født 11. juni 1970 i Santiago, Chile) er en tidligere chilensk fodboldspiller (forsvarer).
Ramírez tilbragte størstedelen af sin karriere i hjembyen Santiago hos henholdsvis Colo-Colo og Universidad Católica. Med begge klubber var han med til at vinde to chilenske mesterskaber.
Udover tiden i hjemlandet spillede Ramírez også en enkelt sæson hos både CF Monterrey i Mexico og Real Sociedad i Spanien.
Ramírez spillede desuden 62 kampe og scorede ét mål for det chilenske landshold. Han repræsenterede sit land ved VM i 1998 i Frankrig. Her spillede han tre af sit holds fire kampe i turneringen, hvor chilenerne blev slået ud i 1/8-finalen. Han var også med til at vinde bronze ved Copa América i 1991.